# 1856 in Italia

## Avvenimenti
- 27 gennaio, a Torino Giuseppe Augusto Cesana e Giovanni Piacentini fondano il Pasquino
- 8 aprile : la questione italiana è  iscritta all'ordine del giorno alla chiusura del Congresso di Parigi[1].

- aprile: nel Granducato di Toscana si effettua il censimento della popolazione; risultano circa 1.780mila abitanti, di cui circa 900 mila maschi e 800mila femmine[2]

- 7 luglio viene inaugurata la prima linea ferroviaria dello Stato della Chiesa, la ferrovia Roma-Frascati.
- 28 ottobre : rottura delle relazioni diplomatiche del Regno delle Due Sicilie con la Francia e il Regno Unito. Le due potenze sanzionano Ferdinando II delle Due Sicilie, che non tenne conto delle rimostranze sui suoi metodi di governo[3].
- 4 dicembre, affonda il piroscafo Castore.
- a Torino viene fondata la Cirio.
- a Oriolo, nello Stato pontificio, si verifica una epidemia di cholera morbus[4]